# Adriana Hölszky
Adriana Hölszky (n. 30 iunie 1953, București, România) este o profesoară de muzică, compozitoare și pianistă germană de origine română, stabilită în Germania din 1976.

## Biografie
Hölszky s-a născut la București. În anii 1959-1969 a studiat pianul cu Olga Rosca-Berdan la școala de muzică din București. În 1972, a început să studieze compoziția cu Ștefan Niculescu, paralel cu studiile de pian la Conservatorul de Muzică din București. În 1976 s-a mutat cu familia în Germania. Aici și-a continuat studiile, iar în 1977-1980 a studiat compoziția la Musikhochschule din Stuttgart cu Milko Kelemen și muzică de cameră cu Günter Louegk. În timpul studiilor, a făcut parte din Trio Lipatti, ca pianistă, alături de sora ei geamănă, violonista Monika Hölszky-Wiedemann și de violoncelista Hertha Rosa-Herseni.
În 1977 și 1978 a participat la Academia Internațională de Vară Mozarteum, iar în perioada 1978-1984 a urmat cursurile muzicale de vară organizate la Darmstadt. În 1980 a primit un post didactic la Universitatea de Stat de Muzică și Arta Spectacolului din Stuttgart, iar în 1983 o bursă de la Fundația pentru Arte din Baden-Württemberg. În 1986 a ocupat primul loc la Forumul Compozitorilor din cadrul cursurilor de vară de la Darmstadt. În 1987 a primit o bursă de la Ministerul Culturii din Saxonia Inferioară. În 1992 a susținut seminarii de compoziție la Tokyo și Kyoto și la IRCAM (Institut de recherche et coordination acoustique/musique) din Paris. 
Între 1997 și 2000, Hölszky a fost profesoară de compoziție la Universitatea de Muzică și Teatru Rostock, iar din 2000 este profesoară de compoziție la Universitatea Mozarteum din Salzburg. Din 2002 este membră a Academiei de Arte Frumoase din Berlin.

## Cariera artistică
A devenit cunoscută la nivel internațional în 1988, odată cu premiera mondială a primei sale opere Bremer Freiheit, la prima bienală de teatru muzical contemporan din München. Alte compoziții importante pentru teatru muzical au fost: Die Wände, bazată pe Les Paravents de Jean Genet (premiera la Festivalul de la Viena în 1995 în regia lui Hans Neuenfels), Tragödia - Der unsichtbare Raum (premiera la Bonn în 1997) și opera Guiseppe e Sylvia (premiera la Stuttgart în 2000). A devenit tot mai apreciată la nivel internațional prin trei concerte pe care le-a susținut la Atena, Salonic și Boston în 1993.
În 2014 a debutat pe scena Deutsche Oper am Rhein (Opera Germană de pe Rin) în Düsseldorf, cu primul ei balet compus pentru Martin Schläpfer, și în Mannheim cu opera intitulată Böse Geister. În 2016 a avit loc premiera operei sale Exodus la ZKM Karlsruhe, în cadrul Festivalului „Sonic Screens”.

## Premii
- 1978 - Premiul Concursului Internațional de Muzică de Cameră din Florența
- 1979 - Premiul I al Concursului de compoziție Valentino Bucchi, Roma
- 1980 - Premiul Concursului Internațional de Muzică de Cameră de la Colmar, Franța
- 1981 - Premiul Gaudeamus, Bilthoven, Olanda
- 1982 - Premiul Max Deutsch Paris, Premiul orașului Stuttgart, Premiul pentru compoziție al Fundației Culturale Est-Germane
- 1985 - Premiul I la Concursul de compoziție Ensemblia, Monchengladbach
- 1985 - Premiul Johann Wenzel Stamitz, Premiul Mannheim GEDOK
- 1988 - Premiul orașului Stuttgart
- 1989 - Premiul I la Concursul Internațional de Compoziție GEDOK
- 1990 - Artist Award Heidelberg și Premiul Schneider-Schott Music din Mainz
- 1991 - Premiul Villa Massimo (Deutsche Akademie Rom Villa Massimo), Roma
- 2003 - Bach-Preis der Freien und Hansestadt Hamburg